# Battexey
Battexey település Franciaországban, Vosges megyében. Lakosainak száma 34 fő (2022. január 1.). Battexey Hergugney, Marainville-sur-Madon, Xaronval és Bralleville községekkel határos.

## Népesség
A település népességének változása:
| Lakosok száma | 34   | 33   | 34   | 34   | 36   | 36   | 36   | 34   |
|               | 2013 | 2015 | 2017 | 2018 | 2019 | 2020 | 2021 | 2022 |